# Rábapatona
Rábapatona község Győr-Moson-Sopron vármegyében, a Győri járásban.

## Fekvése
A Kisalföldön fekszik, Győrtől 18 kilométerre Sopron irányában, a Rába és a Rábca által közrefogott területen. Belterülete a Rába bal (nyugati) parti oldalán helyezkedik el.

### Megközelítése
Közigazgatási területét átszeli kelet-nyugati irányban a 85-ös főút és az M85-ös autóút is, de mindkettő csak a külterületeit érinti, központjától több kilométerre északra. Központja a főútról, illetve az M85-ös itteni csomópontjától letérve érhető el, a 84 128-as számú mellékúton.
A hazai vasútvonalak közül a Győr–Sopron-vasútvonal érinti, mely a belterületétől északra halad el. Rábapatona megállóhelye a belterület északi szélén helyezkedik el, a község központjától 3,5 kilométerre.

## Története és mai élete
A megtalált leletek szerint a falut eredetileg besenyők lakták. 1368-ból származó oklevél igazolja, hogy ekkor Rába-Patona a győri káptalan birtoka volt. 1633-ban a török fenyegetés miatt a győri parancsnok azt tanácsolta a falu lakóinak, hogy hagyják el otthonaikat és költözzenek Győr-újvárosba. E tanácsot a falu lakói elutasították és a települést árkokkal és palánkokkal vették körül. Később  viszont Patonát már kincstári birtoknak tekintették és 1647-ben a lakosokat Győrbe hajtották, s ott hűségre feleskették. E naptól a patonaiaknak is szabad volt a rablás, és ezentúl legkisebb gondjuk volt ősi fészkük védelme, szétjártak, mint egyéb német hadak kalandokra.Ám 1647-ben meglakoltak ezért, mert az őrségi csatangolás miatt védtelenül maradt Patonára török portyázók csaptak le és földig rombolták. 1649-ben Patonát a győri káptalan újjáépítette és megerősítette.
1781-es iraton talált pecsétje kör alakú búzakalász díszítéssel övezett. Körirata: "CAPTOLOMPATONAPECI 1701*". A felirat mai olvasatban: "KÁPTALANPATONA PEC[SÉTJE] 1701*" A pecsét kettős vonallal határolt belkörében lebegő, felfordított, jobbra néző ekevas és balra néző csoroszlya között hármas halomból kinövő búzakalász. Mérete: 20 mm. A falu neve feltehetőleg magyar névből származik, a káptalan előtag pedig a birtokosára utal. Az 1900-as években az országos községi törzskönyv bizottság döntése alapján nevét Rábapatonára – a Rába folyó közelsége miatt – változtatták meg. A hagyomány szerint ősrégi besenyő település. Első okleveles említése 1253-ból való. 1345-ben birtokosa már a győri káptalan, neve már ekkor is Káptalan-patona volt. Az 1549-es összeírás szerint 10 porta volt a faluban, 5 zsellért és 7 jobbágyot új telepesként említettek meg. Ekkor a községet nádas és ingovány övezte, lakossága főleg halászatból és állattenyésztésből élt.
A győri várőrség 1562-ben a Rábán gabonájának megőrlésére malmot építtetett. Török földesurának 1606-ban posztóval fizetett adót a falu. Egy 1619-es összeírás szerint a 7 portás falu földesura továbbra is a győri káptalan.
1623 szomorú év volt a falu történetében, mivel egy török martalóc csapat több gyereket elrabolt, s kiváltásuk több száz forintba került. A további rablások és pusztítások elkerülése végett adót fizettek a patonaiak. Az adófizetés ellenére 1633-ban újra átkelt a Rábán egy török csapat és elhajtotta a falu minden marháját. A patonaiak ennek ellenére sem fogadták el a győri vár parancsnokának azon javaslatát, hogy költözzenek be a jobban védhető Győr-újvárosba.
A következő évben a Rába menti átkelőhely őrzésére őrhelyet építettek. Ez újabb konfliktust okozott a falu életében, mivel az őrség német muskétásai rengeteg kárt okoztak. 1639-re a falu portáinak száma 7-ről 5-re csökkent. 1647-ben egy török csapat bevette az őrhelyet, a falut felgyújtotta és 5 helybélit rabságba hurcolt. A győri káptalan 1650 körül kastélyt, s templomot építtetett a településen. A templom tornyát csak a XVIII. század közepén építették fel.
Patona 1655-ben III. Ferdinándtól két vásártartásra kapott kiváltságot. 1683-ban Bécs sikertelen ostromából visszatérő török sereg újra feldúlta a patonai községet, s az többé már nem is épült fel újra.
Az 1720-as összeírás szerint 43 jobbágy család élt a településen. Az 1767-es úrbárium szerint a birtokos a győri káptalan, és 53 telkes jobbágy, 17 házas-, 28 házatlan zsellér élt Patonán.
Az 1809-es francia háború idején itt is összecsaptak a magyar nemesi felkelők egy francia egységgel. 1876-ban, majd 1883-ban árvíz pusztította a falut. 1884-86-os években szabályozták a Rába folyót. 1897-ben új két tantermes iskola épült a XVIII. századi helyett. 1901-ben újabb tanteremmel és egy lakással bővítették az iskolát. 1809-ben 400 lovasból álló francia csapat, a felkelt magyar nemesség 50 emberét vette üldözőbe, és a patonai híd felé szorította. A magyarok azonban vitézül küzdöttek, átvágták magukat a franciákon és közülük többet el is fogtak. A falu katolikus templomát 1650 körül emelték, de tornyát csak a 18. század közepén építették hozzá. A falu ezután fejlődésnek indult.  Az első iskola a XVIII. században létesült és mindössze egy tanítója volt.
Az első világháborúban 82 rábapatonai halt hősi halált. 1920-tól a falu lelki pásztora Harsányi Lajos papköltő. A rábapatonai templomot 1929-ben román stílusban alakították át. Az 1921-es földreform során a győri székeskáptalan és gróf Merán Jánosné birtokából 536 kat. h. föld és 208 házhely került a rábapatonaiak birtokába. 1920-ban megalakult a Hangya képviseleti szervezet és kialakult a központi irányítás. 1930-ban Rábapatona nagyközséghez tartozott Lesvárpuszta, Ikrény-puszta, Ószhely, Szentistván-major, Dénesházapuszta, Kósdombi-tanya. 390 házban 2356-an laknak. A falu területe 6076 kat. h. szántó, 1370 kat. h. rét, legelő, 795 kat. h. erdő, 171 kat. h. kert, 52 hold nádas és 436 hold terméketlen terület. Nagyobb birtokosok: gr. Merán Jánosné 3500 kat. h., és a győri székeskáptalan 1589 kat. h. birtokkal. Eredetileg a község határában 1930-tól van vasúti megálló, ugyanekkor vezették be a községházára a telefont is. 1937-ben alakult meg a faluban a labdarúgócsapat. 1939-től van a községben orvos, 1948 óta állatorvos.
A németek 1945. március 28-án robbantották fel az 1891-ben épített hidat. Ugyanebben az évben már egy ideiglenes hidat emeltek a Rába folyón. 1949-ben már egy újabb híddal helyettesítették az ideiglenest, s 1962-ben építették meg a vashidat, amit 1987-ben közel 100 méter hosszúságú új vasszerkezetű híddal cseréltek fel. A szovjet hadsereg 1945. március 28-29-én vonult a faluba. Még 1945 tavaszán megalakult a Földosztó Bizottság 4270 kat. h. területet avatták fel, 1 igénylőre átlagosan 7,3 kat. h. jutott.
Az első községi gyógyszertár 1953-ban nyílt meg. 1952-ben két iskolai tanterem létesült, 1977-ben pedig átadták a tornatermet is. 1980-ban megnyitották az óvodát. 1987-re készült el – három év alatt – a vízmű. 1955-ben négy kisebb termelőszövetkezet alakult, de 1956-ban már fel is oszlott.
1959-ben alakult az „Új Élet” Termelőszövetkezet. 1950-ben villamosították a községet. 1947-ben megépült az óvoda. A németek által felrobbantott Rába-hidat 1958-ban építették újjá. 1957-ben megindult Rábapatona és Győr között a rendszeres autóbuszjárat. 1959-ben épült az MSZMP pártház és az „új” iskola. 1962-ben épült meg a művelődési ház.  1970-ben bontották le az utolsó korszerűtlen épületet. Az 1970-es népszámlálás adatai szerint már 2470 fős volt a település.

## Közélete

### Polgármesterei
- 1990–1994: Kovács László (független)[3]
- 1994–1998: Kovács László (független)[4]
- 1998–2002: Kovács László (független)[5]
- 2002–2006: Kovács László (független)[6]
- 2006–2010: Jutasi Kálmán (Fidesz)[7]
- 2010–2014: Jutasi Kálmán (Fidesz)[8]
- 2014–2019: Molnár-Nagy Béla Zoltán (független)[9]
- 2019–2024: Molnár-Nagy Béla Zoltán (független)[10]
- 2024– : Molnár-Nagy Béla Zoltán (független)[1]

## Népesség
A település népességének változása:
| Lakosok száma | 2445 | 2471 | 2500 | 2591 | 2615 | 2638 | 2672 | 2770 | 2787 | 2940 |
|               | 2013 | 2014 | 2015 | 2017 | 2018 | 2019 | 2020 | 2022 | 2023 | 2024 |

A 2011-es népszámlálás során a lakosok 92,8%-a magyarnak, 0,6% németnek, 0,3% románnak mondta magát (7,1% nem nyilatkozott; a kettős identitások miatt a végösszeg nagyobb lehet 100%-nál). A vallási megoszlás a következő volt: római katolikus 76,6%, református 1,6%, evangélikus 1,5%, felekezeten kívüli 3,1% (16,8% nem nyilatkozott).
2022-ben a lakosság 94%-a vallotta magát magyarnak, 1% németnek, 0,3% cigánynak, 0,3% románnak, 0,2% görögnek, 0,1-0,1% szerbnek és bolgárnak, 2,1% egyéb, nem hazai nemzetiségűnek (5,9% nem nyilatkozott; a kettős identitások miatt a végösszeg nagyobb lehet 100%-nál). Vallásuk szerint 49,5% volt római katolikus, 1,8% református, 1,7% evangélikus, 0,2% görög katolikus, 0,9% egyéb keresztény, 1,3% egyéb katolikus, 7,6% felekezeten kívüli (36,9% nem válaszolt).

## Látnivalók

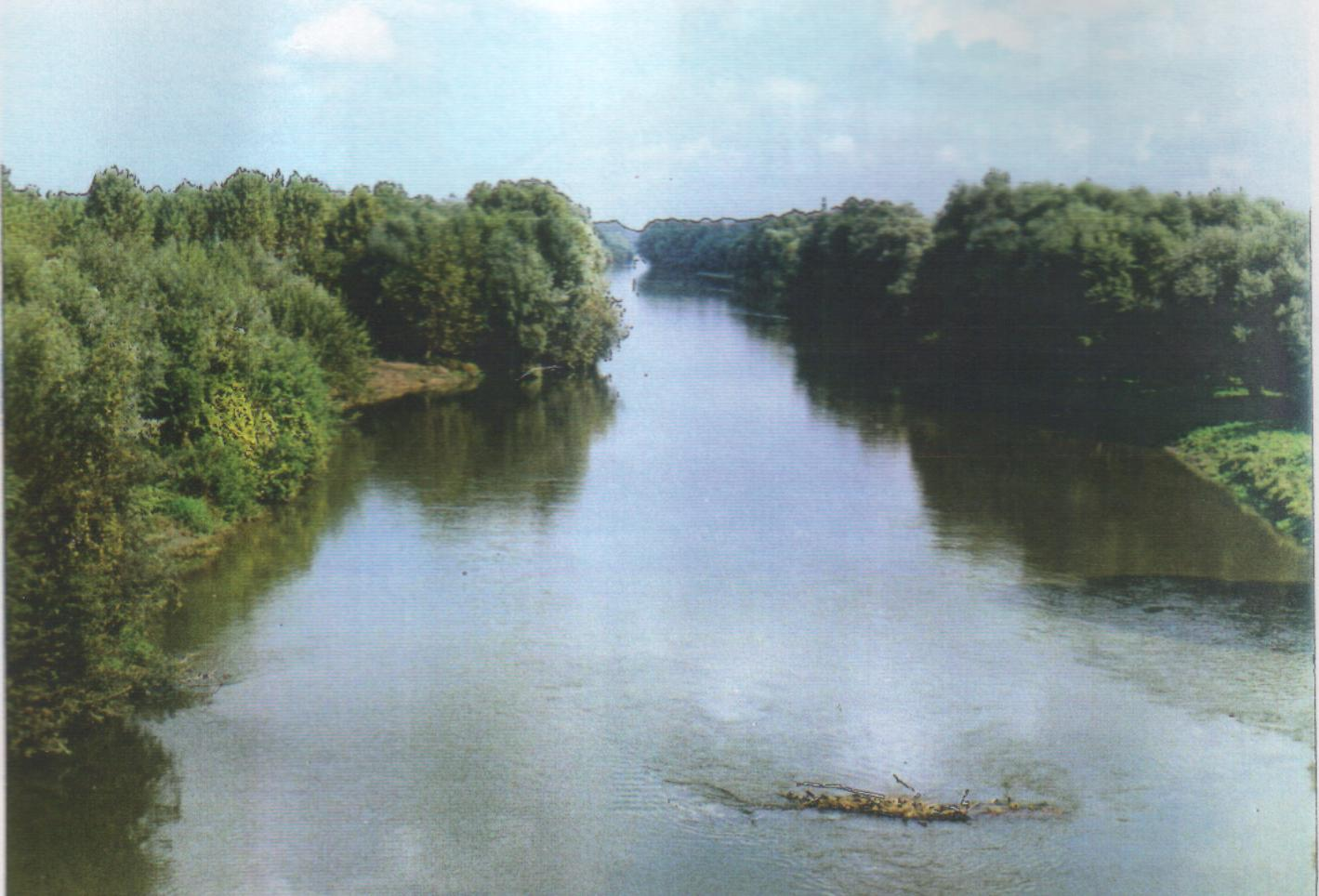
A Rába Rábapatonánál

- Bilibáncs (hagyományőrző fesztivál)
- Katolikus templom (festmények: Samodai József)
- Tájház